# Чехословацкие лагеря принудительных работ
Лагеря принудительных работ (ЛПР) создавались на территории Чехословакии (в то время — Чехословацкой Республики) на основании Закона № 10. 247/1948 Св. зак. о лагерях принудительных работ, утвержденного 25 октября 1948 года.
ЛПР существовали с 1948 по 1954 год, они строились в местах, где наблюдался дефицит рабочей силы (шахты, металлургические, строительные предприятия, государственные хозяйства и т. д.). На Чехословацких урановых рудниках было создано лишь несколько исправительно-трудовых лагерей. Данные о количестве людей, направленных в ЛПР, сильно разнятся. По приблизительным оценкам, через них могло пройти около 20 000 граждан.

## Классификация лагерей
(по состоянию на 29.07.1949)
- а) по уровню физической сложности:
  - тяжелая: шахты, металлургические заводы
  - нормальная: строительные предприятия, известковое и цементное производство, карьеры, кирпичные заводы
  - легкая: сельскохозяйственные предприятия, мастерские в ЛПР
  - подсобные работы: ремонтные бригады в ЛПР
- б) по социальному происхождению и категории правонарушения
  - ЛПР для политических преступников и явных противников режима (создавать независимо от трудовых перспектив и прибыльности с высокой степенью контроля — планируются в городах Брно, Годонин, Пардубице)
  - ЛПР для других провинившихся — мошенников, нарушителей трудовой этики с более низкой степенью бдительности
  - ЛПР для молодых правонарушителей (18-25 лет)
  - Женские ЛПР — отдельно для несовершеннолетних, проституток т.д. (Народный архив, Комиссия по оборонной безопасности ЦК Коммунистической партии Чехословакии, ящик № 104).

Для того чтобы попасть в ЛПР, гражданин не обязательно должен был совершать какое-либо преступление. «Этот закон (247/48 Св. зак.) — революция в законодательстве, поскольку для его применения не требуется правонарушения. Это превентивный закон, то есть предупредительная мера против преступных деяний». С совещания членов областных комиссий по распределению лиц в ЛПР от 15 декабря 1948 года. (Народный архив, Комиссия по оборонной безопасности ЦК Коммунистической партии Чехословакии, ящик № 104). Одного лишь подозрения, что человек способен совершить преступление, оказывалось вполне достаточным, чтобы направить его в ЛПР с целью профилактики нарушения закона. Вот лишь некоторые из причин, по которым первые лица попадали в ЛПР: «…общается с иностранцами, его сестра — австрийская подданная, не лоялен к режиму, слушает иностранное радио, не согласен с национализацией, распространяет ложные новости, владелец роскошной виллы, владелец дома, общается с реакционерами, азартный игрок, избегает работы, жена была против национализации…» (Народный архив, Комиссия по оборонной безопасности ЦК Коммунистической партии Чехословакии, ящик № 104). В соответствии с действующими в то время правилами, само попадание в ЛПР не являлось наказанием, но, как ни парадоксально, время, проведенное в них, фиксировалось в уголовном реестре. В этом контексте интересно отметить, что лица, осужденные в соответствии с Законом 231/48 Св. зак. (о защите Народной демократичнской республики), должны были автоматически направляться в ЛПР уже после отбытия наказания.
Как правило, в ЛПР помещались лица в возрасте от 18 до 60 лет на срок от 3 месяцев до 2 лет, за редким исключением, без надлежащего судебного разбирательства по решению чиновников народных комитетов, членов Коммунистической партии Чехословакии и Коммунистической партии Словакии, которые таким образом сводили счеты не только с политическими оппонентами. Решение о направлении в ЛПР обычно принимали комиссии из трёх человек (по типу советских троек НКВД), их члены и заместители назначались Областным народным комитетом. За весь 1949 год комиссия включила в ТНП всего 9061 соотечественника. За один только 1949 год комиссии направили в ЛПР 9061 сограждан. С декабря 1948 года по август 1950 года приказные комиссии рассмотрели 31 тысячу предложений и определили в лагеря 16 691 человека.
После отмены Закона 247/48 Св. зак существование ЛПР регулировалось Законом № 88/50 Св. зак (Административно-уголовный кодекс) и Законом № 86/50 Св. зак. (Уголовный кодекс). Издание этих законов привело к разделению компетенции по назначению лиц в ЛПР между местными народными комитетами и Министерством внутренних дел. В соответствии с Законом 88/50 Св. зак Министерство внутренних дел создавало уголовные комиссии при районных народных комитетах и апелляционные комиссии по уголовным делам при региональных народных комитетах.

## Значение
Предназначение ЛПР заключалась прежде всего в изоляции врагов режима, которых должны были перевоспитывать с помощью работы, за которую они получали достойную зарплату, и в политической подготовке, направленной на то, чтобы они стали полноценными согражданами, строящими коммунистическое общество. О заключенных и членах их семей должны были заботиться так, чтобы они не страдали. С момента своего создания ЛПР находились в ведении Министерства внутренних дел. В середине 1951 года все они (за исключением «урановых» лагерей и «военного» лагеря Миров) перешли в ведение Министерства юстиции. Министерство юстиции ввело также новое обозначение для ЛПР — переходные исправительные учреждения, а содержащиеся в них стали называться заключенными. Окончательное прекращение деятельности ЛПР было положено Законом № 102/53 Сб. зак. (изменение некоторых положений уголовно-административного законодательства).
Караульную службу несли сотрудники Корпуса национальной безопасности (далее КНБ). По состоянию на 31 декабря 1949 года охрану и порядок в ЛПР обеспечивало 297 сотрудников КНБ .Этого количества было явно недостаточно, учитывая практически полное отсутствие инженерно-технического оснащения охраны лагерей и рабочих мест. Охранять лагеря при таком количестве офицеров было невозможно. Сторожевая охрана осуществлялась силами дозорно-патрульной службы, что на практике означало отсутствие постоянного круглосуточного наблюдения за объектами. Члены охранных отрядов назначались Областным корпусом национальной безопасности сроком на два месяца, их частая ротация приводила к халатному и попустительскому исполнению обязанностей. В течение 1949 года попытку побега предприняло 902 заключенных, что составило почти 11 % от общего числа направленных в ЛПР (8275 человек). Около 90 % побегов осуществлялось с рабочих мест, которые, согласно действующим на тот момент положениям, должны были охраняться заводской охраной. Однако осуществлялась она очень поверхностно и безответственно, а на многих рабочих местах и вовсе отсутствовала. «Если учесть примитивные меры безопасности, то процент побегов представится вполне адекватным». За сентябрь 1950 года из ЛПР сбежали 87 заключенных (1,72 % от фактического числа заключенных в ЛПР), 98 человек были пойманы или добровольно вернулись в лагеря.
Как отмечалось ранее, ЛПР брали на себя обязанность заботы о здоровье заключенных. Медицинское обслуживание обеспечивал лагерный врач, назначаемый Министерством внутренних дел по согласованию с национальной страховой компанией соответствующего округа. Вместе с комендантом ЛПР он отвечал за здоровье отправленных на принудительные работы, кроме того, он способствовал созданию предпосылок для трудовой эксплуатации прикомандированных к лагерю лиц, в соответствии с их выносливостью и физическими способностями. В зоне ответственности лагерного врача находилось также обеспечение и поддержание санитарных условий для гигиеничного обустройства ЛПР.
За первые три месяца 1950 года восемь заключенных умерли от различных заболеваний, один человек был убит током и два человека покончили жизнь самоубийством. Во втором квартале 1950 года умерло четверо заключенных. В августе 1950 года один заключенный умер в больнице. За первое полугодие 1950 года на каждый месяц приходилось 8,5 случаев тяжелых травм (в июне — 18 случаев). Состояние здоровья лиц, направленных в ЛПР часто отмечалось, как неудовлетворительное: «в лагеря по-прежнему направляются люди больные, со слабым здоровьем и нетрудоспособные. На основании заключения лагерного врача, администрации лагеря и рекомендации отдела здравоохранения Министерства национальной безопасности пребывание в ЛПР прерывается на время, необходимое для лечения». Таким образом, в первой половине 1950 года пребывание в ЛПР было прервано в общей сложности для 617 заключенных.
Экономический результат функционирования ЛПР в чешских землях за 1949 год был очень хорошим. Оказался соблюден принцип самоокупаемости. Экономические показатели были лучше, чем ожидалось — в общей сумме учитывались расходы на 3 центра немецких переселенцев, включенные к концу 1949 г. в хозяйственный сектор администрации ЛПР. В общей сложности от заключенных ЛПР было получено 77 038 328 чешских крон в качестве уплаты издержек на питание, одежду, проживание и другие административные нужды. Фактические расходы при этом составили 66 422 331 чешскую крону, в результате чего образовался излишек в размере 10 615 997 чешских крон. К этой цифре следует добавить 19 412 668 крон — неизрасходованную сумму из 85 835 000 крон, выделенных на хозяйственные расходы ЛПР. Кроме того, удалось взыскать с работодателей немцев дебиторскую задолженность за 1945—1949 годы на сумму 47 976 985 крон. «Общий чистый взнос администрации ЛПР в государственную казну за 1949 год составил 58 592 983 чешских крон».
Значение ЛПР сводится к изоляции врагов режима, вынужденному перераспределению рабочей силы и, не в последнюю очередь, к экономической сфере.  
- Kaplan, K.: Tábory nucené práce v Československu v letech 1948—1954, Praha 1993.
- Borák, M. Janák, D.: Tábory nucené práce v ČSR 1948—1954, Opava 1996.
- Bártík, F.: Tábory nucené práce na Příbramsku, in: Podbrdsko XIII (2006)

## Похожие статьи
- Коммунистический режим в Чехословакии
- Лагеря принудительных работ на Чехословацких урановых рудниках
- Исправительно-трудовые лагеря на урановых рудниках Чехословакии